# Polliat
Polliat is een gemeente in het Franse departement Ain (regio Auvergne-Rhône-Alpes). De gemeente telde 2.694 inwoners op 1 januari 2022.

## Geografie
De oppervlakte van Polliat bedroeg op 1 januari 2022 20,07 vierkante kilometer; de bevolkingsdichtheid was toen 134,2 inwoners per km².
De onderstaande kaart toont de ligging van Polliat met de belangrijkste infrastructuur en aangrenzende gemeenten.

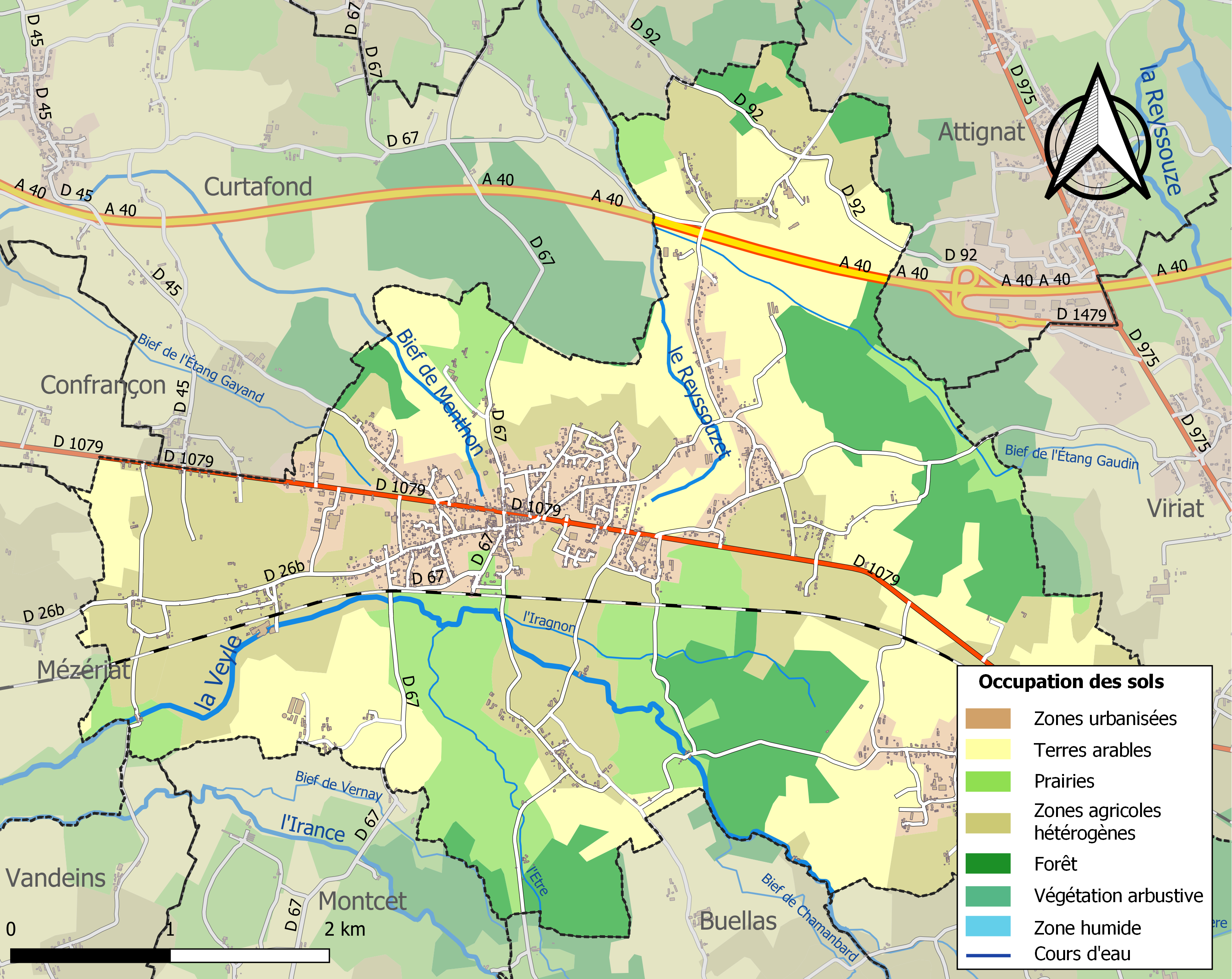

## Verkeer en vervoer
In de gemeente ligt spoorwegstation Polliat.

## Demografie
Onderstaande figuur toont het verloop van het inwoneraantal van Polliat vanaf 1962. De cijfers zijn afkomstig van het Frans bureau voor statistiek en bevatten geen dubbel getelde personen (volgens de gehanteerde definitie population sans doubles comptes).
Vanwege een beveiligingsprobleem met de MediaWiki Graph-software is het momenteel niet mogelijk deze grafiek weer te geven. Zodra de software is bijgewerkt zal de grafiek vanzelf weer zichtbaar worden.